# Jacopo da Leona

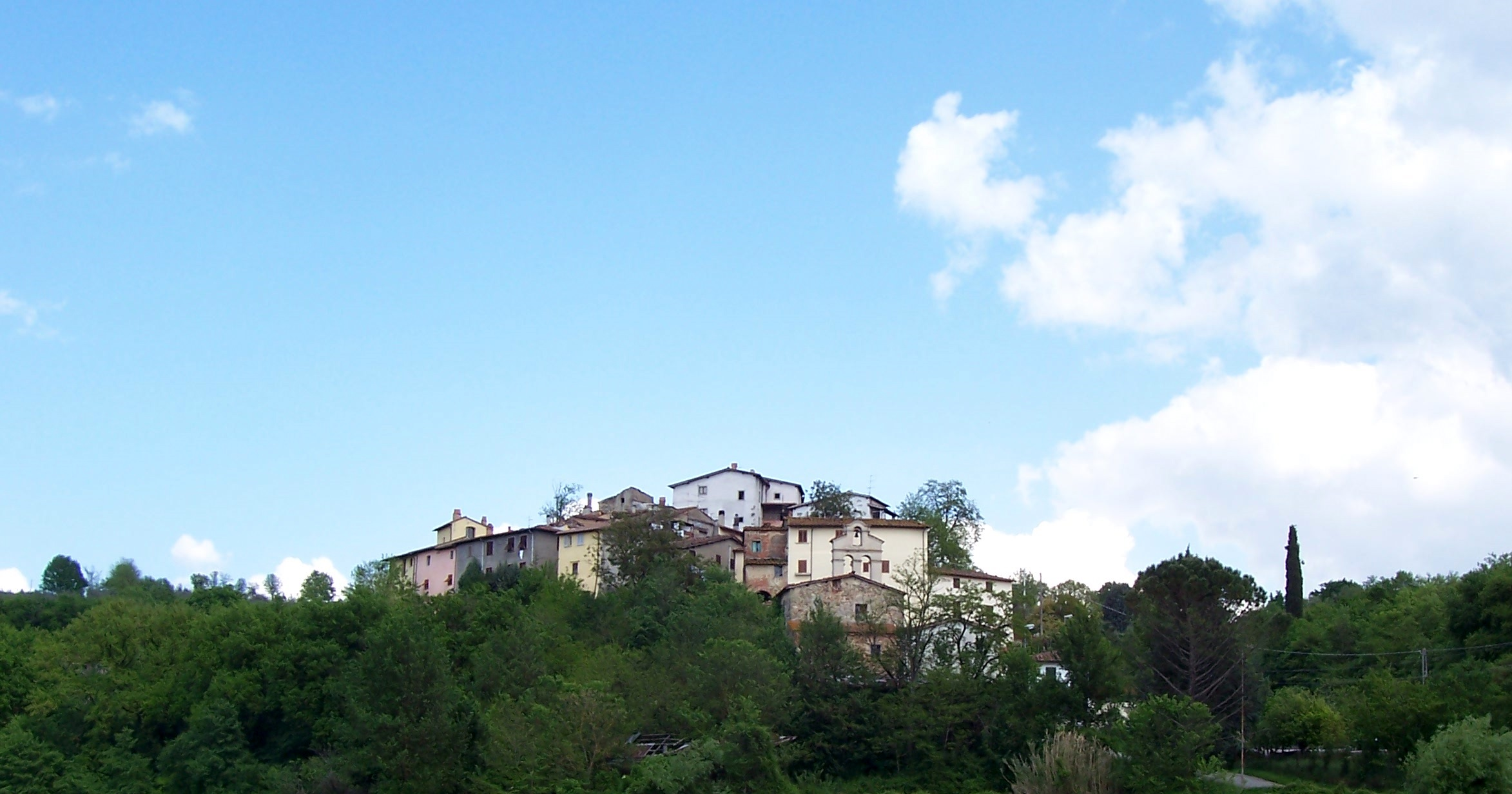
Levane Alta

Jacopo da Leona (Levane, ... – Volterra, 1277) è stato un poeta e giurista italiano.

## Biografia
Ser Jacopo del fu Tancredo da Leona nacque nella prima metà del Duecento nel borgo di Levane Alta che nel XIII secolo dipendeva amministrativamente dal Castello di Leona da cui il suo patronimico. Il territorio di Leona, in cui Jacopo cominciò la professione notarile, era retto all'epoca dalla famiglia degli Ubertini di Arezzo. E proprio di uno di loro, Ranieri degli Ubertini, ne divenne segretario e lo seguì a Volterra dove, quando nel 1273 Ranieri ne venne eletto vescovo, fu nominato giudice.
Ma più che per la carriera di giurista Jacopo da Leona è ricordato per la sua attività di rimatore di cui rimane un canzoniere di sonetti riportati in vari codici tra cui il Codice Vaticano 3793 che ne contiene otto. Questi sonetti, sessanta in tutto, si dividono sostanzialmente in sonetti d'amore e sonetti di scherno o di satira. I primi riprendono lo stile e i temi della poesia cortese e risultano, nonostante una certa originalità, piuttosto manieristici. Tra questi, il più celebre, è uno scambio di battute in forma di dialogo noto con il titolo di "Madonna, di voi piango":

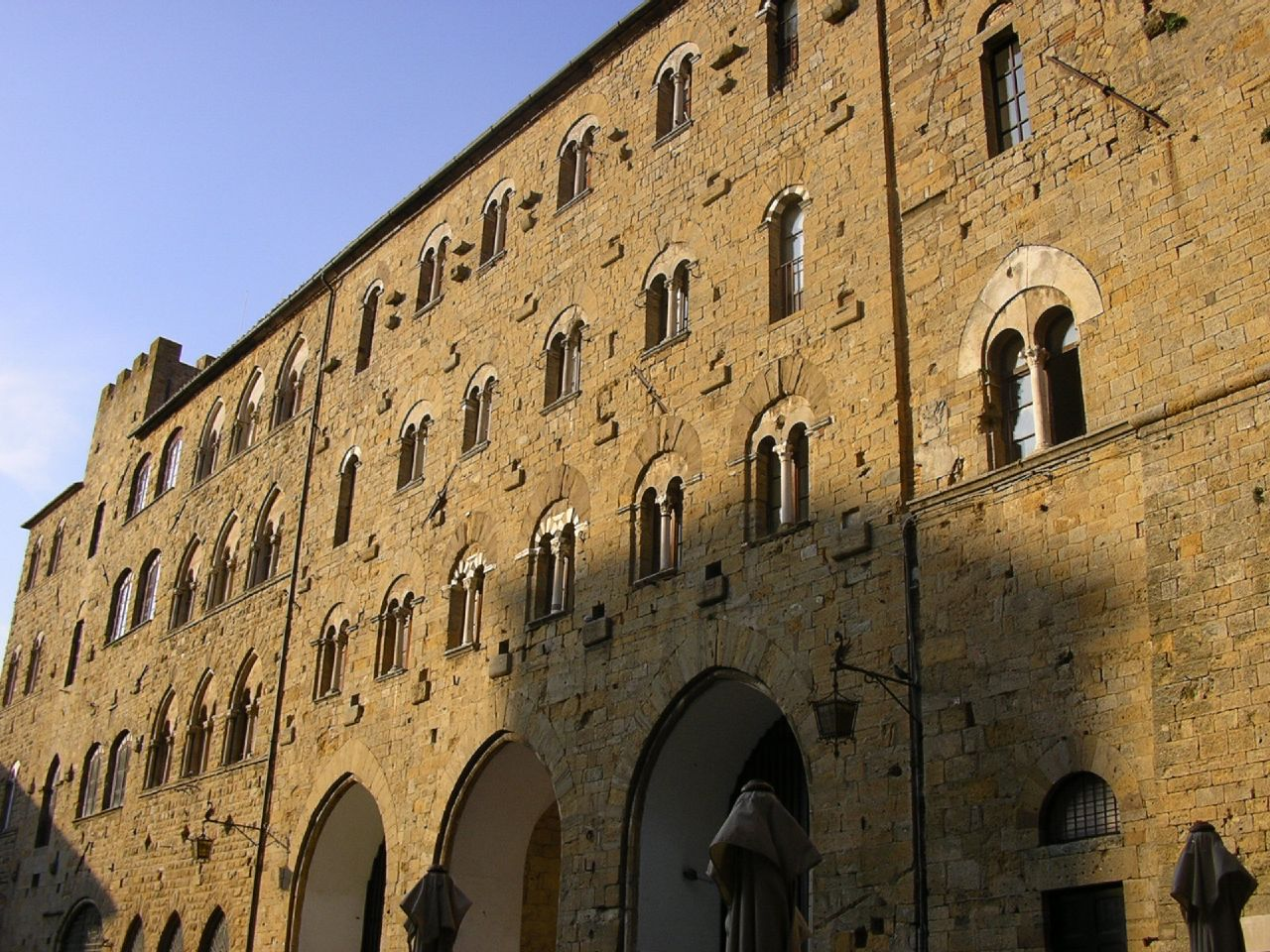
Il palazzo pretorio di Volterra dove esercitò da magistrato Jacopo da Leona

I sonetti di tono scherzoso, propri del genere "tenzone", invece spiccano per la loro vivacità e per l'audacia delle tematiche visto che in un sonetto indirizzato all'amico e poeta Rustico di Filippi, detto il Barbuto, si fa apertamente burla della sua omosessualità. Poesie che oltretutto venivano recitate in presenza di pubblico come si evince da titoli quali "Signori, udite strano maleficio".
Alla sua morte, Guittone d'Arezzo, lo pianse in un'ode che vale una biografia:

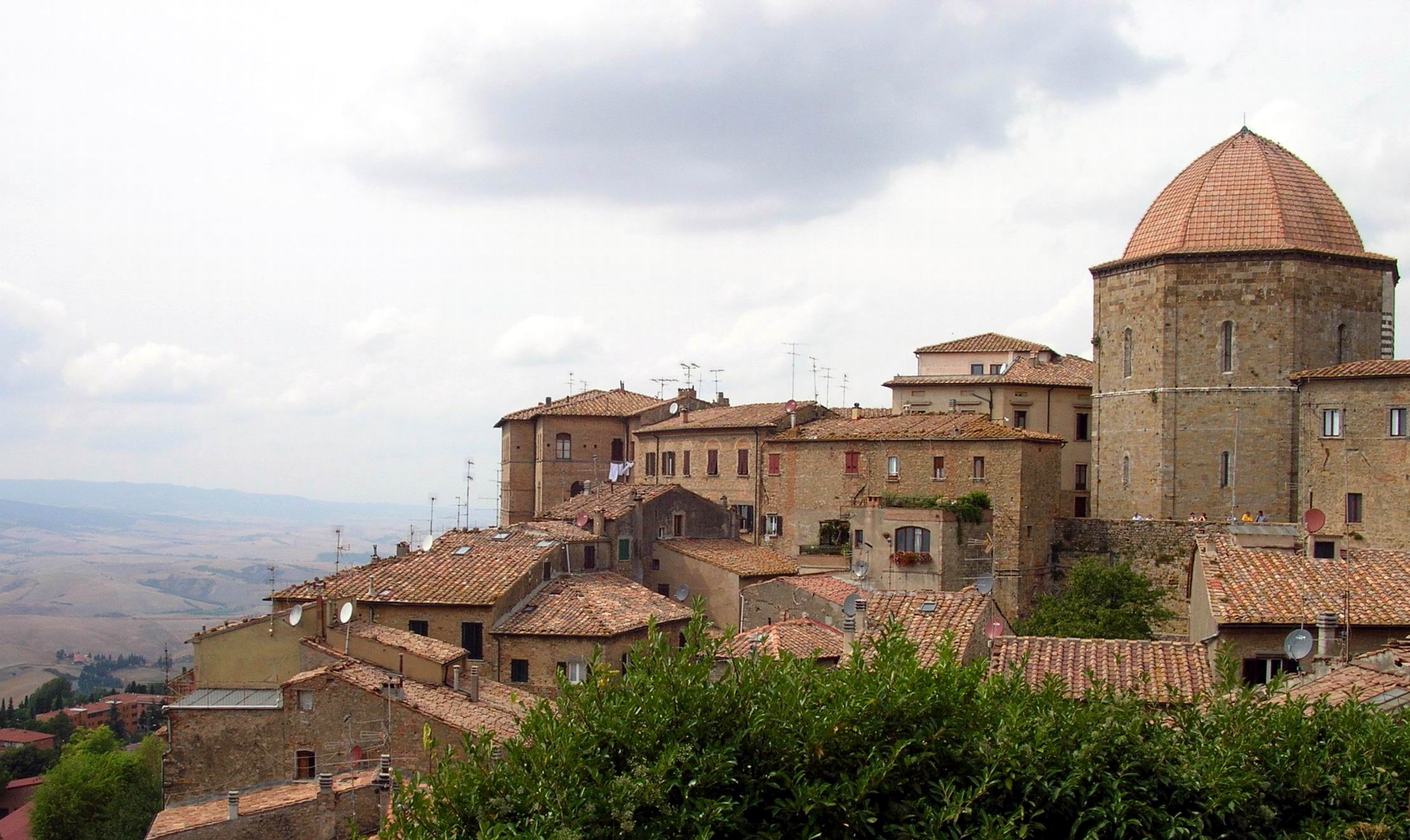
Volterra